# UEFA 컨퍼런스리그
UEFA 컨퍼런스리그(UEFA Conference League; UECL)는 2021년에 출범한 유럽 축구 연맹(UEFA)의 축구 클럽 대회이다. 2021-22 시즌에 첫 시즌이 시작되었으며 UEFA 챔피언스리그, UEFA 유로파리그 다음으로 3번째 단계에 해당하는 축구 클럽 대회이다.
이 대회는 하위권 UEFA 회원국의 축구 클럽들에 중점을 맞춘 것이 특징이다. 각국 축구 협회의 리그, 컵 대회 성적에 따라 참가 팀이 결정되며 36개 클럽이 본선 리그에 참가한다.
대회 명칭에 유로파를 제거하는 것이 독자적인 대회로서 더욱 발전할 것이라는 여러 의견이 모였고, UEFA 집행위원회는 2023년 6월 28일에 열린 총회에서 제안된 명칭 변경안을 수용하였다. 대회 명칭은 UEFA 컨퍼런스리그로 변경되며, 2024-25 시즌부터 적용된다.

## 역사
UEFA는 2015년부터 하위권 UEFA 회원국의 축구 클럽들에게 후반 단계에 진출할 수 있는 기회를 부여하기 위해 3단계 대회를 신설하는 방안을 추진했다. 이들 축구 클럽들은 대개 UEFA 챔피언스리그, UEFA 유로파리그에서 참가하지 못하는 경우가 많았다.
UEFA는 2018년 12월 2일에 보다 많은 축구 클럽과 축구 협회들이 참가할 기회를 부여하기 위해 "UEFA 컨퍼런스리그"(UEFA Conference League)로 알려진 새로운 대회가 출범한다고 밝혔다. UEFA는 2019년 9월 24일에 대회의 정식 명칭을 "UEFA 유로파컨퍼런스리그"(UEFA Europa Conference League)로 결정했다.
2021년 5월 24일에 UEFA는 대회의 트로피와 브랜드 아이덴티티를 발표했다.
컨퍼런스리그의 역사상 첫 득점은 2021년 7월 6일에 열린 모스타 FC와 FC 스파르타크 트르나바의 1차 예선 경기에서 나이지리아 출신의 크리스트 에보 에메메가 스파르타크 트르나바를 상대로 기록했다.

## 구성

### 예선
UEFA 컨퍼런스리그의 예선은 UEFA 챔피언스리그와 마찬가지로 챔피언 경로와 리그 경로로 나뉜다. 챔피언스리그 예선과는 달리 챔피언 경로는 챔피언스리그 예선에서 패배한 팀들만 참가하며 결과적으로는 컨퍼런스리그로 강등된다.
리그 경로는 UEFA 주관 클럽 대회에서 공통적으로 사용되는 UEFA 계수에 따른다. 각 축구 협회는 다음과 같은 경우를 제외하고 3개 클럽이 배정된다.
- UEFA 계수에서 1위부터 5위까지를 차지한 축구 협회는 1개 클럽이 배정된다.
- UEFA 계수에서 6위부터 15위까지를 차지한 축구 협회는 2개 클럽이 배정된다.
- UEFA 계수에서 52위부터 55위까지를 차지한 축구 협회는 특별한 경우를 제외하고 2개 클럽이 참가한다.
- 리히텐슈타인, 산마리노는 규모가 작기 때문에 1개 클럽만 참가하며 더 이상 UEFA 유로파리그에 참가할 필요가 없다.

UEFA 축구의 재구성을 기반으로 하는 축구 협회는 2021-24 대회에서 이전보다 더 많은 혜택을 누릴 것이며 토너먼트는 본질적으로 기존의 유로파리그 토너먼트의 하위 분류에 해당하지만 2차 토너먼트로 분리된다.

### 본선 리그와 녹아웃 토너먼트
본선 리그에 진출한 36개팀은 하나의 단일 리그처럼 순위를 매겨 상위 8개팀은 16강전에 직행한다. 9위부터 24위팀은 플레이오프에 진출해 승자는 16강전에 진출하며 추첨을 통해 각각 상위 8개팀과 만나 결승전까지 대진이 이어진다.
UEFA 컨퍼런스리그에서 우승한 팀은 다음 시즌 UEFA 유로파리그에 참가할 자격을 받게 된다. UEFA 컨퍼런스리그의 모든 경기는 보통 목요일에 진행된다.

### 참가 팀 배정 (2021-22 시즌~2023-24 시즌)
예선에 진출하는 모든 팀들은 각국 축구 협회의 컵 대회 우승 팀이 챔피언스리그에 진출할 자격을 획득한 경우에는 차순위 팀에게 승계하고 나머지 참가 팀들을 지난 시즌의 리그 순위에 따라 결정한다는 UEFA의 기본적인 가정에 근거하고 있다. 잉글랜드는 2번째 컵 대회 우승 팀에게 가장 낮은 자격을 부여한다.
|                                |                                | 해당 라운드에서 진출한 팀 | 이전 라운드에서 진출한 팀                                              | 챔피언스리그에서 진출한 팀                      | 유로파리그에서 진출한 팀                     |
| ------------------------------ | ------------------------------ | --- | ---------------------------------------------------------------------- | ----------------------------------------------- | -------------------------------------------- |
| 1차 예선 (72개 팀)             | 1차 예선 (72개 팀)             | - 30위부터 55위까지를 차지한 축구 협회의 컵 대회 우승 팀 26개 - 30위부터 55위까지를 차지한 축구 협회의 리그 준우승 팀 24개 (리히텐슈타인, 코소보 제외) - 29위부터 51위까지를 차지한 축구 협회의 리그 3위 팀 22개 (리히텐슈타인 제외)                                                    |                                                                        |                                                 |                                              |
| 2차 예선                       | 챔피언 팀 (20개 팀)            | |                                                                        | - 챔피언스리그 예비 예선, 1차 예선 패자 20개 팀 |                                              |
| 2차 예선                       | 비챔피언 팀 (90개 팀)          | - 16위부터 29위까지를 차지한 축구 협회의 컵 대회 우승 팀 14개 - 16위부터 29위까지를 차지한 축구 협회의 리그 준우승 팀 14개 - 13위부터 28위까지를 차지한 축구 협회의 리그 3위 팀 16개 - 7위부터 15위까지를 차지한 축구 협회의 리그 4위 팀 9개 - 6위를 차지한 축구 협회의 리그 5위 팀 1개 | - 1차 예선 승자 36개 팀                                                |                                                 |                                              |
| 3차 예선                       | 챔피언 팀 (10개 팀)            | | - 챔피언 경로 2차 예선 승자 10개 팀                                    |                                                 |                                              |
| 3차 예선                       | 비챔피언 팀 (52개 팀)          | - 7위부터 12위까지를 차지한 축구 협회의 리그 3위 팀 6개 - 6위를 차지한 축구 협회의 리그 4위 팀 1개 | - 비챔피언 경로 2차 예선 승자 45개                                     |                                                 |                                              |
| 플레이오프                     | 챔피언 팀 (10개 팀)            | | - 챔피언 경로 2차 예선 승자 5개                                        |                                                 | - 유로파리그 챔피언 경로 3차 예선 패자 5개   |
| 플레이오프                     | 비챔피언 팀 (34개 팀)          | - 1위부터 4위까지를 차지한 축구 협회의 리그 6위 팀 4개 - 5위를 차지한 축구 협회의 리그 5위 팀 1개 | - 비챔피언 경로 3차 예선 승자 26개                                     |                                                 | - 유로파리그 비챔피언 경로 3차 예선 패자 3개 |
| 조별 예선 (32개 팀)            | 조별 예선 (32개 팀)            | | - 챔피언 경로 플레이오프 승자 5개 - 비챔피언 경로 플레이오프 승자 17개 |                                                 | - 유로파리그 플레이오프 패자 10개            |
| 예비 녹아웃 토너먼트 (16개 팀) | 예비 녹아웃 토너먼트 (16개 팀) | | - 조별 예선 2위 팀 8개                                                 |                                                 | - 조별 예선 3위 팀 8개                       |
| 녹아웃 토너먼트 (16개 팀)      | 녹아웃 토너먼트 (16개 팀)      | | - 조별 예선 1위 팀 8개 - 예비 녹아웃 토너먼트 승자 8개                 |                                                 |                                              |

### 참가 팀 배정 (2024-25 시즌부터)
|                     |                       | 해당 라운드에서 진출한 팀 | 이전 라운드에서 진출한 팀                                              | 챔피언스리그에서 진출한 팀           | 유로파리그에서 진출한 팀                     |
| ------------------- | --------------------- | --- | ---------------------------------------------------------------------- | ------------------------------------ | -------------------------------------------- |
| 1차 예선 (72개 팀)  | 1차 예선 (72개 팀)    | - 39위부터 55위까지를 차지한 축구 협회의 컵 대회 우승 팀 17개 - 35위부터 55위까지를 차지한 축구 협회의 리그 2위 팀 21개 - 30위부터 50위까지를 차지한 축구 협회의 리그 3위 팀 20개 (리히텐슈타인 제외) |                                                                        |                                      |                                              |
| 2차 예선            | 챔피언 팀 (16개 팀)   | |                                                                        | - 챔피언스리그 1차 예선 패자 16개 팀 |                                              |
| 2차 예선            | 비챔피언 팀 (88개 팀) | - 34위부터 38위까지를 차지한 축구 협회의 컵 대회 우승 팀 5개 - 16위부터 34위까지를 차지한 축구 협회의 리그 준우승 팀 18개(리히텐슈타인 제외) - 13위부터 29위까지를 차지한 축구 협회의 리그 3위 팀 17개 - 7위부터 15위까지를 차지한 축구 협회의 리그 4위 팀 9개 - 6위를 차지한 축구 협회의 리그 5위 팀 1개 | - 1차 예선 승자 29개 팀                                                |                                      | - 유로파리그 1차 예선 패자 9팀               |
| 3차 예선            | 챔피언 팀 (10개 팀)   | | - 챔피언 경로 2차 예선 승자 8개 팀                                     |                                      |                                              |
| 3차 예선            | 비챔피언 팀 (52개 팀) | | - 비챔피언 경로 2차 예선 승자 44개                                     |                                      | - 유로파리그 2차 예선 패자 8팀               |
| 플레이오프          | 챔피언 팀 (10개 팀)   | | - 챔피언 경로 3차 예선 승자 4개                                        |                                      | - 유로파리그 챔피언 경로 3차 예선 패자 6개   |
| 플레이오프          | 비챔피언 팀 (38개 팀) | - 1위부터 5위까지를 차지한 축구 협회의 리그 6위 팀 5개(잉글랜드 몫에선 EFL컵 우승팀에 배당) | - 비챔피언 경로 3차 예선 승자 26개                                     |                                      | - 유로파리그 비챔피언 경로 3차 예선 패자 7개 |
| 본선 리그 (36개 팀) | 본선 리그 (36개 팀)   | | - 챔피언 경로 플레이오프 승자 5개 - 비챔피언 경로 플레이오프 승자 19개 |                                      | - 유로파리그 플레이오프 패자 12개            |

## 우승

### 시즌별 우승 구단

UEFA 컨퍼런스리그 우승 팀에게 수여되는 트로피

| 시즌    | 우승         | 점수   | 준우승      | 결승전 경기장                     |
| ------- | ------------ | ------ | ----------- | --------------------------------- |
| 2021-22 | 로마         | 1-0    | 페예노르트  | 티라나, 아레나 콤버타레           |
| 2022-23 | 웨스트햄     | 2-1    | 피오렌티나  | 프라하, 에덴 아레나               |
| 2023-24 | 올림피아코스 | 1(연)0 | 피오렌티나  | 아테네, 아야 소피아 경기장        |
| 2024-25 | 첼시 FC      | 4-1    | 레알 베티스 | 브로츠와프, 브로츠와프 시립경기장 |
| 2025-26 |              |        |             | 라이프치히, 레드불 아레나         |
| 2026-27 |              |        |             | 이스탄불, 보다폰 아레나           |

### 구단별 우승 횟수
| 클럽                | 우승 | 준우승 | 우승 연도 | 준우승 연도 |
| ------------------- | ---- | ------ | --------- | ----------- |
| 로마                | 1    | 0      | 2022      | —           |
| 웨스트햄 유나이티드 | 1    | 0      | 2023      | —           |
| 올림피아코스        | 1    | 0      | 2024      | —           |
| 첼시 FC             | 1    | 0      | 2025      | —           |
| 피오렌티나          | 0    | 2      | —         | 2023, 2024  |
| 페예노르트          | 0    | 1      | —         | 2022        |
| 레알 베티스         | 0    | 1      | —         | 2025        |

### 국가별 우승 횟수
| 국가명   | 우승 | 준우승 | 총합 |
| -------- | ---- | ------ | ---- |
| 이탈리아 | 1    | 2      | 3    |
| 잉글랜드 | 2    | 0      | 2    |
| 그리스   | 1    | 0      | 1    |
| 네덜란드 | 0    | 1      | 1    |
| 스페인   | 0    | 1      | 1    |

## 오피셜 스폰서
UEFA 컨퍼런스리그는 8개의 다국적 기업이 후원하며, 이들 기업은 UEFA 유로파리그에서도 같은 후원사를 맡고 있다.
2024-27 시즌까지의 주요 후원사는 다음과 같다:
- 베타노
- 저스트 잇 테이크어웨이닷컴
- 한국타이어
  - 라우펜
- 리들
- 엥겔베르트 스트라우스
- 플릭스 SE
- 엔터프라이즈 렌터카
- 스위스쿼트

## 같이 보기
- UEFA 인터토토컵